# B95 (紅腹濱鷸)
B95 （约1992-）是迄今為止已知最長壽的一隻红腹滨鹬。 
1995年2月，阿根廷生物学家帕特里夏·冈萨雷斯 (Patricia González) 在阿根廷里奧格蘭德認定它是一隻雄性红腹滨鹬。 此後B95就一直被列為觀測對象，2014年5月，人們再次看到了B95，這是B95最近一次出現在人們的視野中。 人們曾3次逮住B95，最后一次捕獲時間是在2007年。 
美國特拉华湾的米斯皮利恩港（Mispillion Harbor）有一尊B95的雕像。 里奧格蘭德宣布B95为該市的“天然大使”。 